# Кашкарово (Чекмагушівський район)
Кашка́рово (рос. Кашкарово, башк. Ҡашҡар) — село у складі Чекмагушівського району Башкортостану, Росія. Входить до складу Калмашбашевської сільської ради.
Населення — 133 особи (2010; 150 у 2002).
Національний склад:
- башкири — 52 %
- татари — 43 %